# Fireflash
A Fairey Blue Sky, Pine Hawk, későbbi nevén  Fireflash kis hatótávolságú, vezetősugaras irányítású légiharc-rakéta volt, az első, melyet az Egyesült Királyságban fejlesztettek ki. A szokatlan elrendezésű rakéta törzse előtt két oldalt helyezték el a gyorsítórakétákat, melyek 1,5 másodperc alatt kiégtek és leváltak, a rakéta fejrésze ezután meghajtás nélkül repült a cél felé. Így a hajtómű ionizált égéstermékei nem zavarták a rádiójelek vételét, melyekhez a célra vezetés miatt volt szükség. A fejrész a gyorsító fokozatok leválása után fokozatosan lelassult, minél előbb el kellett találnia a célt, ezért nagyon kis hatótávolsággal bírt. A megrendelő RAF ezzel nem volt elégedett, így gyártását kb. 300 darab után leállították, az elkészült példányokat az ausztrál Woomera rakétakísérleti telepen használták el próbalövészeteken, 1955-1958 között. 